# 東非先令
東非先令（英語：East African shilling）是1921年至1969年間英國在東非的殖民地所發行流通的貨幣， 由東非貨幣局發行。它也是東非共同體計畫發行的共同貨幣名稱。

## 外部連結
- East African Community
- Images of East African banknotes （页面存档备份，存于）